# Melem
Melem – heterocykliczny związek organiczny z grupy heptazyn, produkt kondensacji melaminy w podwyższonej temperaturze.

## Otrzymywanie
Melem można otrzymać w wyniku ogrzewania cyjanamidu, dicyjanamidu amonu, dicyjanodiamidu lub melaminy w szklanej ampule w temperaturze 450 °C przez 5 godzin, a następnie powolne schłodzenie do temperatury pokojowej. Wydajność tej metody wynosi około 60%.
Powstaje (m.in. wraz z melamem i melonem) jako produkt uboczny przemysłowej produkcji melaminy

## Właściwości
Jest to biały proszek, nierozpuszczalny w wodzie. Ogrzewany ze stężonym wodorotlenkiem potasu daje ammelid, a w reakcji z węglanem potasu – cyjameluran potasu (sól potasu i kwasu cyjamelurowego).

## Zastosowanie
Melem może stanowić dobry prekursor do otrzymywania azotku węgla o strukturze grafitu (g-C3N4) posiadającego właściwości katalityczne. Produkty kondensacji melaminy (w tym melem) są wykorzystywane w mieszaninach zmniejszających palność.